# Беатриса (герцогиня Візеуська)
Беатри́са (порт. Beatriz; також Беатри́са Візе́уська (порт. Beatriz de Viseu), 13 червня 1430 — 30 вересня 1506) — португальська інфанта, герцогиня Візеуська (1447—1496). Представниця Авіської династії. 
Народилася в Португалії. Донька португальського конетабля Жуана й барселуської графині Ізабели Браганської. Родичка португальських королів — небога Дуарте І, двоюрідна сестра Афонсу V, троюрідна сестра Жуана ІІ. Дружина візеуського герцога Фернанду (з 1447), у шлюбі з яким народила 10 дітей. Матір португальського короля Мануела І.
Сприяла укладанню Алкасоваського договору (1479). Підтримувала діяльність Ордену меченосців святого Якова. Була покровителькою Жіла Вісенте, батька португальського театру. Заснувала Безький монастир, в якому поховала свого чоловіка.

## Сім'я
- Батько: Жуан (1400—1442), конетабль Португалії (1431—1442)
- Матір: Ізабела (1402—1466), донька браганського герцога Афонсу
- Сестра: Ізабела (1428—1496) ∞ Хуан ІІ, король Кастилії
- Чоловік (з 1447): Фернанду (1433—1470), герцог Безький (1453—1470) і Візеуський (1460—1470), магістр Ордену Христа (1461—1470), конетабль Португалії (1466—1470)
  - Леонора (1458—1525) ∞ Жуан II, король Португалії
  - Мануел I (1469—1521), король Португалії (1495—1521)

## Родовід
| Філіппа Ланкастерська | Філіппа Ланкастерська | Філіппа Ланкастерська | Філіппа Ланкастерська | Філіппа Ланкастерська | Філіппа Ланкастерська |                |                | Жуан I         | Жуан I         | Жуан I | Жуан I | Жуан I             | Жуан I             |                    |                    | Інеш Піріш         | Інеш Піріш         | Інеш Піріш | Інеш Піріш | Інеш Піріш         | Інеш Піріш         |                    |                    | Нуну Перейра       | Нуну Перейра       | Нуну Перейра | Нуну Перейра | Нуну Перейра     | Нуну Перейра     |                  |                  | Леонора де Алвін | Леонора де Алвін | Леонора де Алвін | Леонора де Алвін | Леонора де Алвін | Леонора де Алвін |
| Філіппа Ланкастерська | Філіппа Ланкастерська | Філіппа Ланкастерська | Філіппа Ланкастерська | Філіппа Ланкастерська | Філіппа Ланкастерська |                |                | Жуан I         | Жуан I         | Жуан I | Жуан I | Жуан I             | Жуан I             |                    |                    | Інеш Піріш         | Інеш Піріш         | Інеш Піріш | Інеш Піріш | Інеш Піріш         | Інеш Піріш         |                    |                    | Нуну Перейра       | Нуну Перейра       | Нуну Перейра | Нуну Перейра | Нуну Перейра     | Нуну Перейра     |                  |                  | Леонора де Алвін | Леонора де Алвін | Леонора де Алвін | Леонора де Алвін | Леонора де Алвін | Леонора де Алвін |
|                       |                       |                       |                       |                       |                       |                |                |                |                |        |        |                    |                    |                    |                    |                    |                    |            |            |                    |                    |                    |                    |                    |                    |              |              |                  |                  |                  |                  |                  |                  |                  |                  |                  |                  |
|                       |                       |                       |                       |                       |                       |                |                |                |                |        |        | Афонсу Браганський | Афонсу Браганський | Афонсу Браганський | Афонсу Браганський | Афонсу Браганський | Афонсу Браганський |            |            |                    |                    |                    |                    |                    |                    |              |              | Беатриса Перейра | Беатриса Перейра | Беатриса Перейра | Беатриса Перейра | Беатриса Перейра | Беатриса Перейра |                  |                  |                  |                  |
|                       |                       |                       |                       |                       |                       |                |                |                |                |        |        | Афонсу Браганський | Афонсу Браганський | Афонсу Браганський | Афонсу Браганський | Афонсу Браганський | Афонсу Браганський |            |            |                    |                    |                    |                    |                    |                    |              |              | Беатриса Перейра | Беатриса Перейра | Беатриса Перейра | Беатриса Перейра | Беатриса Перейра | Беатриса Перейра |                  |                  |                  |                  |
|                       |                       |                       |                       |                       |                       |                |                |                |                |        |        |                    |                    |                    |                    |                    |                    |            |            |                    |                    |                    |                    |                    |                    |              |              |                  |                  |                  |                  |                  |                  |                  |                  |                  |                  |
|                       |                       |                       |                       | Жуан-конетабль        | Жуан-конетабль        | Жуан-конетабль | Жуан-конетабль | Жуан-конетабль | Жуан-конетабль |        |        |                    |                    |                    |                    |                    |                    |            |            | Ізабела Браганська | Ізабела Браганська | Ізабела Браганська | Ізабела Браганська | Ізабела Браганська | Ізабела Браганська |              |              |                  |                  |                  |                  |                  |                  |                  |                  |                  |                  |
|                       |                       |                       |                       | Жуан-конетабль        | Жуан-конетабль        | Жуан-конетабль | Жуан-конетабль | Жуан-конетабль | Жуан-конетабль |        |        |                    |                    |                    |                    |                    |                    |            |            | Ізабела Браганська | Ізабела Браганська | Ізабела Браганська | Ізабела Браганська | Ізабела Браганська | Ізабела Браганська |              |              |                  |                  |                  |                  |                  |                  |                  |                  |                  |                  |
|                       |                       |                       |                       |                       |                       |                |                |                |                |        |        |                    |                    |                    |                    |                    |                    |            |            |                    |                    |                    |                    |                    |                    |              |              |                  |                  |                  |                  |                  |                  |                  |                  |                  |                  |
|                       |                       |                       |                       |                       |                       |                |                |                |                |        |        | Беатриса           |                    |                    |                    |                    |                    |            |            |                    |                    |                    |                    |                    |                    |              |              |                  |                  |                  |                  |                  |                  |                  |                  |                  |                  |